# 5790 Nagasaki
5790 Nagasaki (9540 P-L) là một tiểu hành tinh vành đai chính được phát hiện ngày 17 tháng 10 năm 1960 bởi Cornelis Johannes van Houten, Ingrid van Houten-Groeneveld và Tom Gehrels ở Đài thiên văn Palomar.